# إيرين وول
إيرين وول هي مغنية أوبرا ومغنية كندية، ولدت في 4 نوفمبر 1975 في كالغاري في كندا.

## وصلات خارجية
- إيرين وول على موقع ميوزك برينز (الإنجليزية)
- إيرين وول على موقع ديسكوغز (الإنجليزية)